# 19.ª etapa da Volta a Espanha de 2019
A 19.ª etapa da Volta a Espanha de 2019 teve lugar a 13 de setembro de 2019 entre Ávila e Toledo sobre um percurso de 165,2 km e foi vencida em solitário pelo francês Rémi Cavagna da Deceuninck-Quick Step. O esloveno Primož Roglič manteve um dia mais o maillot vermelho.

## Classificação da etapa
| \| Classificação por etapas \| Classificação por etapas \| Classificação por etapas \| Classificação por etapas \| Classificação por etapas \| \| Ciclista \| Ciclista \| Equipe \| Tempo \| \| \| ------------------------ \| ------------------------ \| ------------------------ \| ------------------------ \| ------------------------ \| \| 1. \| Rémi Cavagna \| Deceuninck-Quick Step \| 3h43m34s \| \| \| 2. \| Sam Bennett \| Bora-Hansgrohe \| + 5s \| \| \| 3. \| Zdeněk Štybar \| Deceuninck-Quick Step \| + 5s \| \| \| 4. \| Philippe Gilbert \| Deceuninck-Quick Step \| + 5s \| \| \| 5. \| Alejandro Valverde \| Movistar Team \| + 5s \| \| \| 6. \| Tosh Van der Sande \| Lotto-Soudal \| + 8s \| \| \| 7. \| Dylan Teuns \| Bahrain-Merida \| + 8s \| \| \| 8. \| Tadej Pogačar \| UAE Team Emirates \| + 8s \| \| \| 9. \| Miguel Ángel López \| Astana \| + 8s \| \| \| 10. \| Primož Roglič \| Team Jumbo-Visma \| + 8s \| \| |                    |                       |          |
| |                    |                       |          |
| Fonte: ProCyclingStats |                    |                       |          |
| Classificação por etapas |                    |                       |          |
| Ciclista | Ciclista           | Equipe                | Tempo    |
| 1. | Rémi Cavagna       | Deceuninck-Quick Step | 3h43m34s |
| 2. | Sam Bennett        | Bora-Hansgrohe        | + 5s     |
| 3. | Zdeněk Štybar      | Deceuninck-Quick Step | + 5s     |
| 4. | Philippe Gilbert   | Deceuninck-Quick Step | + 5s     |
| 5. | Alejandro Valverde | Movistar Team         | + 5s     |
| 6. | Tosh Van der Sande | Lotto-Soudal          | + 8s     |
| 7. | Dylan Teuns        | Bahrain-Merida        | + 8s     |
| 8. | Tadej Pogačar      | UAE Team Emirates     | + 8s     |
| 9. | Miguel Ángel López | Astana                | + 8s     |
| 10. | Primož Roglič      | Team Jumbo-Visma      | + 8s     |

## Classificações ao final da etapa

### Classificação geral
| \| Classificação geral \| Classificação geral \| Classificação geral \| Classificação geral \| Classificação geral \| \| Ciclista \| Ciclista \| Equipe \| Tempo \| \| \| ------------------- \| ------------------- \| --------------------- \| ------------------- \| ------------------- \| \| 1. \| Primož Roglič \| Team Jumbo-Visma \| 75h00m36s \| \| \| 2. \| Alejandro Valverde \| Movistar Team \| + 2m47s \| \| \| 3. \| Nairo Quintana \| Movistar Team \| + 3m31s \| \| \| 4. \| Miguel Ángel López \| Astana \| + 4m17s \| \| \| 5. \| Tadej Pogačar \| UAE Team Emirates \| + 4m49s \| \| \| 6. \| Rafał Majka \| Bora-Hansgrohe \| + 7m46s \| \| \| 7. \| Wilco Kelderman \| Team Sunweb \| + 9m46s \| \| \| 8. \| Carl Fredrik Hagen \| Lotto-Soudal \| + 11m50s \| \| \| 9. \| James Knox \| Deceuninck-Quick Step \| + 13m23s \| \| \| 10. \| Marc Soler \| Movistar Team \| + 21m09s \| \| |                    |                       |           |
| |                    |                       |           |
| Fonte: ProCyclingStats |                    |                       |           |
| Classificação geral |                    |                       |           |
| Ciclista | Ciclista           | Equipe                | Tempo     |
| 1. | Primož Roglič      | Team Jumbo-Visma      | 75h00m36s |
| 2. | Alejandro Valverde | Movistar Team         | + 2m47s   |
| 3. | Nairo Quintana     | Movistar Team         | + 3m31s   |
| 4. | Miguel Ángel López | Astana                | + 4m17s   |
| 5. | Tadej Pogačar      | UAE Team Emirates     | + 4m49s   |
| 6. | Rafał Majka        | Bora-Hansgrohe        | + 7m46s   |
| 7. | Wilco Kelderman    | Team Sunweb           | + 9m46s   |
| 8. | Carl Fredrik Hagen | Lotto-Soudal          | + 11m50s  |
| 9. | James Knox         | Deceuninck-Quick Step | + 13m23s  |
| 10. | Marc Soler         | Movistar Team         | + 21m09s  |

### Classificação por pontos
| Classificação por pontos | Classificação por pontos | Classificação por pontos | Classificação por pontos | Classificação por pontos |
| Ciclista                 | Ciclista                 | Equipe                   | Pontos                   |                          |
| ------------------------ | ------------------------ | ------------------------ | ------------------------ | ------------------------ |
| 1.                       | Primož Roglič            | Team Jumbo-Visma         | 143 pts                  |                          |
| 2.                       | Sam Bennett              | Bora-Hansgrohe           | 114 pts                  |                          |
| 3.                       | Alejandro Valverde       | Movistar Team            | 110 pts                  |                          |
| 4.                       | Tadej Pogačar            | UAE Team Emirates        | 107 pts                  |                          |
| 5.                       | Nairo Quintana           | Movistar Team            | 92 pts                   |                          |
| 6.                       | Philippe Gilbert         | Deceuninck-Quick Step    | 73 pts                   |                          |
| 7.                       | Miguel Ángel López       | Astana                   | 71 pts                   |                          |
| 8.                       | Rémi Cavagna             | Deceuninck-Quick Step    | 61 pts                   |                          |
| 9.                       | Dylan Teuns              | Bahrain-Merida           | 60 pts                   |                          |
| 10.                      | Tosh Van der Sande       | Lotto-Soudal             | 54 pts                   |                          |

### Classificação da montanha
| Classificação da montanha | Classificação da montanha | Classificação da montanha     | Classificação da montanha | Classificação da montanha |
| Ciclista                  | Ciclista                  | Equipe                        | Pontos                    |                           |
| ------------------------- | ------------------------- | ----------------------------- | ------------------------- | ------------------------- |
| 1.                        | Geoffrey Bouchard         | AG2R La Mondiale              | 76 pts                    |                           |
| 2.                        | Ángel Madrazo             | Burgos-BH                     | 44 pts                    |                           |
| 3.                        | Tao Geoghegan Hart        | Team Ineos                    | 35 pts                    |                           |
| 4.                        | Wout Poels                | Team Ineos                    | 31 pts                    |                           |
| 5.                        | Alejandro Valverde        | Movistar Team                 | 26 pts                    |                           |
| 6.                        | Tadej Pogačar             | UAE Team Emirates             | 25 pts                    |                           |
| 7.                        | Jakob Fuglsang            | Astana                        | 24 pts                    |                           |
| 8.                        | Mikel Bizkarra            | Euskadi Basque Country-Murias | 22 pts                    |                           |
| 9.                        | Primož Roglič             | Team Jumbo-Visma              | 22 pts                    |                           |
| 10.                       | Sergio Henao              | UAE Team Emirates             | 21 pts                    |                           |

### Classificação dos jovens
| Classificação dos jovens | Classificação dos jovens     | Classificação dos jovens      | Classificação dos jovens | Classificação dos jovens |
| Ciclista                 | Ciclista                     | Equipe                        | Tempo                    |                          |
| ------------------------ | ---------------------------- | ----------------------------- | ------------------------ | ------------------------ |
| 1.                       | Miguel Ángel López           | Astana                        | 75h04m50s                |                          |
| 2.                       | Tadej Pogačar                | UAE Team Emirates             | + 32s                    |                          |
| 3.                       | James Knox                   | Deceuninck-Quick Step         | + 9m06s                  |                          |
| 4.                       | Sergio Higuita               | EF Education First            | + 27m52s                 |                          |
| 5.                       | Ruben Guerreiro              | Katusha-Alpecin               | + 35m57s                 |                          |
| 6.                       | Kilian Frankiny              | Groupama-FDJ                  | + 58m09s                 |                          |
| 7.                       | Tao Geoghegan Hart           | Team Ineos                    | + 58m35s                 |                          |
| 8.                       | Óscar Rodríguez Garaicoechea | Euskadi Basque Country-Murias | + 59m53s                 |                          |
| 9.                       | Neilson Powless              | Team Jumbo-Visma              | + 1h10m27s               |                          |
| 10.                      | Ben O'Connor                 | Dimension Data                | + 1h12m09s               |                          |

### Classificação por equipas
| Classificação por equipes | Classificação por equipes     | Classificação por equipes | Classificação por equipes |
| Equipe                    | Equipe                        | Tempo                     |                           |
| ------------------------- | ----------------------------- | ------------------------- | ------------------------- |
| 1.                        | Movistar Team                 | 224h04m57s                |                           |
| 2.                        | Astana                        | + 47m00s                  |                           |
| 3.                        | Team Jumbo-Visma              | + 1h35m05s                |                           |
| 4.                        | Mitchelton-Scott              | + 2h12m54s                |                           |
| 5.                        | AG2R La Mondiale              | + 2h50m23s                |                           |
| 6.                        | Dimension Data                | + 3h03m42s                |                           |
| 7.                        | Team Sunweb                   | + 3h09m40s                |                           |
| 8.                        | Euskadi Basque Country-Murias | + 3h10m36s                |                           |
| 9.                        | Bahrain-Merida                | + 3h33m56s                |                           |
| 10.                       | Ineos                         | + 3h34m38s                |                           |

## Abandonos
- Tony Martin, envolvido numa queda, abandonou durante a etapa.[2]
- Marco Marcato, envolvido numa queda, abandonou durante a etapa.[2]